# Максим (Василевич)
Епископ Максим (в миру Милан Василевич, серб. Милан Васиљевић; 27 июня 1968, Фоча, Босния и Герцеговина) — епископ Сербской православной церкви, епископ Западноамериканский.

## Биография
Родился 27 июня 1968 года в Фоче, Босния и Герцеговина, в семье священника. Окончил среднюю школу в Сараево в 1983 году.
Окончил Богословский факультет Белградского университета в 1993 году, после чего продолжил образование а Афинском университете как стипендиат Греческого государства (1995—1997) и фонда Александра Онассиса (1998). Здесь получил степень магистра богословия в 1996 году, а в 1999 году защитил докторскую диссертацию в области догматики и патристики. Затем окончил школу византийской живописи и учился музыке в Афинах.
18 августа 1996 года в монастыре Тврдош в Требинье принял монашество с именем Максим, а 19 августа хиротонисан в диакона епископом Захумско-Герцеговинским Афанасием (Евтичем).
Временно состоял в клире Элладской церкви, служил диаконом в афинском храме святой Ирины с 1997 по 1999 год.
19 августа 2001 года в Требине был рукоположен в сан иеромонаха.
2003—2004 учебный год провел в аспирантуре в Париже, где изучал византийскую историю и агиографию в Сорбонне, а также теорию и практику живописи во Французской академии изящных искусств.
В мае 2004 года был избран епископом Хумским, викарием Дабро-Боснийской митрополии.
18 июля того же года за литургией в соборе Рождества Пресвятой Богородицы в Сараеве Патриарх Сербский Павел совершил его архиерейскую хиротонию. Патриарху сослужили митрополит Дабробоснийский Николай (Мрджя), митрополит Вешско-Повардарский Иоанн (Вранишковский), епископы Бачский Ириней (Булович), епископ Западноевропейский Лука (Ковачевич), епископ Враньский Пахомий (Гачич), епископ Милешеский Филарет (Мичевич), Далматинский Фотий (Сладоевич), Захолмско-Герцеговинский Григорий (Дурич), Будимлянско-Никшичский Иоанникий (Мичович), епископ Егарский Порфирий (Перич), епископ Липлянский Феодосий (Шибалич), Диоклийский Иоанн (Пурич) и епископ Афанасий (Евтич).
Преподавал христианскую антропологию и социологию в Восточно-Сараевском университете.
В мае 2006 года решением Архиерейского Собора Сербской Православной Церкви назван епископом Западно-Американским. Его настолование на новой кафедре было совершено 30 июля 2006 года епископом Ново-Грачаницкой митрополии Лонгином (Крчо) в соборе Стефана Первовенчанного в Альгамбре, штат Калифорния.
Вдобавок к архипастырскому служению, преподаёт патрологию в духовной семинарии при монастыре Святого Саввы в Либертивилле, редактирует журнал Белградского богословского факультета «Богословие», возглавляет епархиальную иконописную школу. Состоит доцентом Белградского богословского факультета.